# Центральный государственный исторический архив Украины
Центральный государственный исторический архив Украины, г. Киев (ЦГИАК Украины) (укр. Центра́льний держа́вний істори́чний архі́в Украї́ни, м. Київ (ЦДІАК України)) — одно из древнейших архивохранилищ Украины.

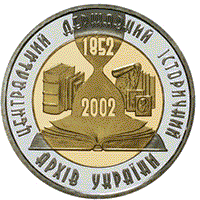
Монета, посвящённая 150-летию исторического архива

## История архива
В архиве собраны документы, которые освещают историю территории, на которой впоследствии была основана Украина, со времени её вхождения в состав Великого княжества Литовского и Речи Посполитой (с XIV до конца XVIII века), Российской Империи (с первой половины XVII века до Февральской революции 1917 года в России). Старейший документ в архиве — грамота старосты русского Отто из Пильча, датированная 1369 годом.
По состоянию на май 2017 года на сайте архива выставлены всего 0,56 % от общего числа описаний (24 из 4284). Формально архив не разрешает копировать данные архива. Многие из материалов архива намного проще получить не на Украине, а в США.
В 1917—1920 годах архив принял на хранение коллекцию метрических книг церквей Подолья XVI—XVIII веков, Коллекцию собранных Киевской археографической комиссией документов XIV—XVIII веков.
С 1993 до 2011 год американская организация FamilySearch отсканировала фонды, которые имеют отношение к исследованию родословной. Это такие фонды как: фонд № 127 «Киевская духовная консистория», фонд № 224 «Метрические книги, клир сведения, исповедные росписи церквей Украины». Все эти документы (более миллиона изображений) доступны бесплатно в любом центре FamilySearch по всему миру.
Директор архива Ольга Музычук в мае 2017 года заявляла, что она заботится о сохранении государственного национального достояния, а не об удовольствии коммерческих исследователей.